# Pastebin
Pastebin（ペーストビン）とは、テキストデータを保存し公開することができる、ウェブアプリケーションサービスである。保存されたテキストデータごとにURLが発行されるため、そのURLを伝えることで他人に閲覧させることができる。
元来は、プログラマーが、アイデアやソースコードの一部、設定ファイルの内容などを保存したり他人に閲覧させたりする目的で用いられていたが、保存可能なテキストデータの種類は限定されておらず、現在は元来とは異なる目的で利用されていることも多い。例えば、コンピューターソフトウェアが思い通りに動かない場合にそのエラーメッセージを他人に閲覧させて解決策を求めるために用いられたり、Twitterなどのマイクロブログサービスの文字数制限を回避する目的で用いられたりすることがある。
便利なサービスである一方、流出した個人情報やログインID、パスワードの拡散といった不正利用が行われることもあり、サイト管理者を悩ませている。
なお、「Pastebin」は登録商標ではなく、同様のウェブアプリケーションサービス一般に用いられる表現である。

## Pastebinサービスの提供例
- Pastebin.com
- Ubuntu Pastebin
- share.riseup.net - Riseupによる提供